# Sombragrís
Sombragrís (Shadowfax en el original inglés) es un caballo ficticio del legendarium de J. R. R. Tolkien, que aparece en la novela El Señor de los Anillos. Sombragrís es uno de los mearas, los señores de los caballos, que eran domados y montados exclusivamente por los reyes de Rohan. Cabe destacar su enorme inteligencia, lealtad y, ante todo, velocidad y resistencia. Es de color gris plateado y puede entender la lengua de los hombres. 
Sombragrís fue prestado por el rey Théoden a Gandalf, aunque después de que el mago liberara al rey del embrujo de Saruman, este se lo ofreció como regalo en gesto de gratitud y ya no se separó del caballo. Sombragrís también dejó montar en algún momento a Pippin y a Gimli el Enano, aunque ambas veces Gandalf iba montado también. Tras la Guerra del Anillo, Sombragrís fue con Gandalf a Aman.

## En las películas deEl Señor de los Anillos
En las adaptaciones de Peter Jackson, Sombragrís es montado por Gandalf, pero en ningún momento se dice que se lo haya prestado o dado el rey Théoden. Sombragrís es interpretado por dos caballos diferentes, ambos de Pura Raza Española, llamados Blanco y Domero. El primero es el que aparece en la mayor parte del metraje. Finalizadas las películas, Len Baynes, uno de los dobles que lo montó, compró a Blanco.
Blanco fue sacrificado el 6 de abril de 2014 para evitar su sufrimiento tras pasar tiempo con graves problemas en el Intestino e Hígado.